# Chaetonotus
Chaetonotus är ett släkte av bukhårsdjur. Chaetonotus ingår i familjen Chaetonotidae.
Släktet Chaetonotus indelas i:
- Chaetonotus acanthocephalus
- Chaetonotus acanthodes
- Chaetonotus acanthophorus
- Chaetonotus aculeatus
- Chaetonotus aegilonensis
- Chaetonotus aemilianus
- Chaetonotus aequispinosus
- Chaetonotus africanus
- Chaetonotus alatus
- Chaetonotus alni
- Chaetonotus angustus
- Chaetonotus annae
- Chaetonotus annectans
- Chaetonotus annulatus
- Chaetonotus anomalus
- Chaetonotus antipai
- Chaetonotus apechochaetus
- Chaetonotus apolemmus
- Chaetonotus aquaticus
- Chaetonotus arethusae
- Chaetonotus armatus
- Chaetonotus arquatus
- Chaetonotus atrox
- Chaetonotus australiensis
- Chaetonotus balsamoae
- Chaetonotus balticus
- Chaetonotus beauchampi
- Chaetonotus benacensis
- Chaetonotus berissensis
- Chaetonotus bifidispinosus
- Chaetonotus bisacer
- Chaetonotus bogdanovii
- Chaetonotus brachyurus
- Chaetonotus brasiliensis
- Chaetonotus breviacanthus
- Chaetonotus brevisetosus
- Chaetonotus brevispinosus
- Chaetonotus caricicola
- Chaetonotus carpaticus
- Chaetonotus caudalspinosus
- Chaetonotus cestacanthus
- Chaetonotus chicous
- Chaetonotus christianus
- Chaetonotus chuni
- Chaetonotus condensus
- Chaetonotus corderoi
- Chaetonotus cordiformis
- Chaetonotus crassus
- Chaetonotus crinitus
- Chaetonotus dadayi
- Chaetonotus daphnes
- Chaetonotus decemsetosus
- Chaetonotus dentatus
- Chaetonotus disiunctus
- Chaetonotus dispar
- Chaetonotus dracunculus
- Chaetonotus dubius
- Chaetonotus dybowskii
- Chaetonotus elegans
- Chaetonotus elegantulus
- Chaetonotus enormis
- Chaetonotus erinaceus
- Chaetonotus euhystrix
- Chaetonotus fencheli
- Chaetonotus ferrarius
- Chaetonotus fluviatilis
- Chaetonotus formosus
- Chaetonotus fruticosus
- Chaetonotus fujisanensis
- Chaetonotus furcatus
- Chaetonotus furculatus
- Chaetonotus fuscus
- Chaetonotus gastrocyaneus
- Chaetonotus gracilis
- Chaetonotus greuteri
- Chaetonotus heideri
- Chaetonotus hermaphroditus
- Chaetonotus heterocanthus
- Chaetonotus heterochaetus
- Chaetonotus heterospinosus
- Chaetonotus hilarus
- Chaetonotus hirsutus
- Chaetonotus hoanicus
- Chaetonotus hystrix
- Chaetonotus ichthydiodes
- Chaetonotus illiesi
- Chaetonotus inaequidentatus
- Chaetonotus insigniformis
- Chaetonotus intermedius
- Chaetonotus italicus
- Chaetonotus jakubskii
- Chaetonotus jamaicense
- Chaetonotus jucundus
- Chaetonotus lacunosus
- Chaetonotus lancearis
- Chaetonotus laroides
- Chaetonotus larus
- Chaetonotus laterospinosus
- Chaetonotus linguaeformis
- Chaetonotus lobo
- Chaetonotus longisetosus
- Chaetonotus longispinosus
- Chaetonotus lucksi
- Chaetonotus lunatospinosus
- Chaetonotus luporinii
- Chaetonotus macrochaetus
- Chaetonotus macrolepidotus
- Chaetonotus magnificus
- Chaetonotus magnus
- Chaetonotus majestuosus
- Chaetonotus mariae
- Chaetonotus marinus
- Chaetonotus maximus
- Chaetonotus mediterraneus
- Chaetonotus microchaetus
- Chaetonotus minimus
- Chaetonotus mitraformis
- Chaetonotus modestus
- Chaetonotus monobarbatus
- Chaetonotus montevideensis
- Chaetonotus multisetosus
- Chaetonotus multispinosus
- Chaetonotus murrayi
- Chaetonotus mutinensis
- Chaetonotus naiadis
- Chaetonotus napoleonicus
- Chaetonotus neptuni
- Chaetonotus novenarius
- Chaetonotus oceanides
- Chaetonotus ocellatus
- Chaetonotus octonarius
- Chaetonotus oculatus
- Chaetonotus oculifer
- Chaetonotus odontopharynx
- Chaetonotus oligohalinus
- Chaetonotus ontariensis
- Chaetonotus oplites
- Chaetonotus ornatus
- Chaetonotus paluster
- Chaetonotus palustris
- Chaetonotus paradoxus
- Chaetonotus parafurcatus
- Chaetonotus paraguayensis
- Chaetonotus parthenopeius
- Chaetonotus parvus
- Chaetonotus paucisetosus
- Chaetonotus paucisquamatus
- Chaetonotus pawlowskii
- Chaetonotus penthacanthus
- Chaetonotus persetosus
- Chaetonotus pilaga
- Chaetonotus pleuracanthus
- Chaetonotus ploenensis
- Chaetonotus polonicus
- Chaetonotus polychaetus
- Chaetonotus polyspinosus
- Chaetonotus poznaniensis
- Chaetonotus pratensis
- Chaetonotus pseudopolyspinosus
- Chaetonotus pungens
- Chaetonotus puniceus
- Chaetonotus pusillus
- Chaetonotus pygmaeus
- Chaetonotus quadratus
- Chaetonotus quintospinosus
- Chaetonotus rafalskii
- Chaetonotus rarispinosus
- Chaetonotus rectaculeatus
- Chaetonotus remanei
- Chaetonotus robustus
- Chaetonotus rotundus
- Chaetonotus sagittarius
- Chaetonotus sanctipauli
- Chaetonotus schlitzensis
- Chaetonotus schoepferi
- Chaetonotus schultzei
- Chaetonotus scoticus
- Chaetonotus scutatus
- Chaetonotus scutulatus
- Chaetonotus segnis
- Chaetonotus serenus
- Chaetonotus sextospinosus
- Chaetonotus siciliensis
- Chaetonotus similis
- Chaetonotus simrothi
- Chaetonotus slackiae
- Chaetonotus soberanus
- Chaetonotus somniculosus
- Chaetonotus sphagnophilus
- Chaetonotus spinifer
- Chaetonotus spinulosus
- Chaetonotus splendidus
- Chaetonotus stagnalis
- Chaetonotus striatus
- Chaetonotus succinctus
- Chaetonotus sudeticus
- Chaetonotus tabulatum
- Chaetonotus tachyneusticus
- Chaetonotus tempestivus
- Chaetonotus tenuis
- Chaetonotus tenuisquamatus
- Chaetonotus testiculophorus
- Chaetonotus triacanthus
- Chaetonotus trianguliforme
- Chaetonotus trichodrymodes
- Chaetonotus trichostichodes
- Chaetonotus tricuspidatus
- Chaetonotus trilineatus
- Chaetonotus triradiatus
- Chaetonotus trispinosus
- Chaetonotus uncinus
- Chaetonotus vargai
- Chaetonotus variosquamatus
- Chaetonotus vechovi
- Chaetonotus vellosus
- Chaetonotus ventrochaetus
- Chaetonotus venustus
- Chaetonotus voigti
- Chaetonotus woodi
- Chaetonotus vorax
- Chaetonotus vulgaris
- Chaetonotus zelinkai